# Klintzkopf
De Klintzkopf is met 1330 meter hoogte een van de hoogste bergen van de Vogezen in Frankrijk. Hij ligt in het departement Haut-Rhin. Het massief van de Klintzkopf is een beschermd natuurgebied, dat vanaf de beroemde Route des Crêtes, die in de richting noord-zuid alle hoogten van het massief van de Vogezen met elkaar verbindt, onder begeleiding van een gids te voet is te bezoeken tussen 15 juli en 15 november. Op de berg bevindt zich het hoogste bos van de Vogezen, met opmerkelijke flora en fauna.